# Lilli Gruber
Dietlinde Gruber –Lilli Gruber–, nascuda el 19 d'abril de 1957 a Bozen /Bolzano, Tirol del Sud, és una periodista i política italiana, membre del Partit Demòcrata (PD).
Va ser la primera dona a Itàlia que va presentar durant molts anys el TG1, el telenotícies del vespre de la primera cadena italiana Rai 1. Després, entre els anys 2004 i 2008, Lilli Gruber fou diputada electa al Parlament europeu, fins que va dimitir del càrrec per reprendre la seva activitat periodística, conduint el programa diari Otto e mezzo a la cadena italiana LA7.

## Biografia

### Formació
Filla de l'empresari de parla alemanya Alfred Gruber, després de la separació dels seus pares cresqué a Egna/Neumarkt, a la província de Bolzano, amb els seus dos germans. Va estudiar llengües i literatures estrangeres a Venècia.

### Carrera professional com a periodista

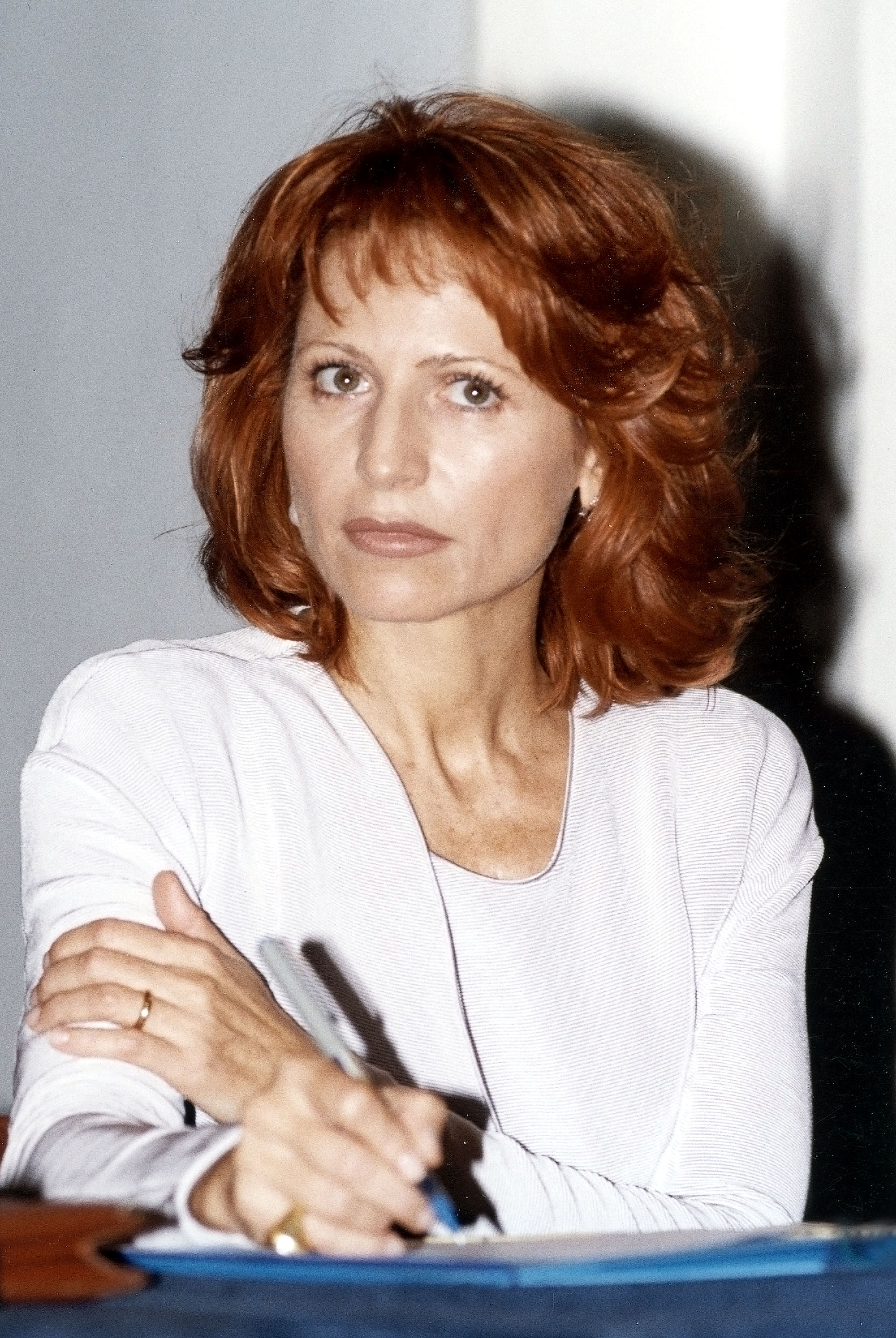
Lilli Gruber al 2003

Va començar la seva carrera com a periodista a Bolzano/ Bozen, al canal local Telebolzano, i escrivint als diaris L'Adige i Alto Adige. Després arribà a la Rai, primer a Sender Bozen, el canal en llengua alemanya, i després a la redacció de Bolzano de la TGR Trentino-Alto Adige, en italià.
Antonio Ghirelli, director de l'informatiu televisiu del segon canal de la Rai, el TG2, la reclamà per portar la informació de política exterior. Del 1990 al 2004 va presentar TG1-Telegiornale1, el telenotícies del vespre, el més seguit de la Rai1, i es va convertir en una de les cares més conegudes d'Itàlia.
També es desplaçà com a corresponsal política internacional, i seguí per a TG1 la caiguda del mur de Berlín, la guerra a l'Iraq o els atemptats de l'11 de setembre de 2001 a Nova York, experiències que relataria després en els seus llibres. Després d'una pausa de quatre anys, entre el 2004 i el 2008, en que treballà com a eurodiputada de la coalició política de centreesquerra L'Ulivo, va tornar al periodisme dirigint el programa polític Otto e mezzo a La7.
Lilli Gruber ha presentat l'emissió FocusTV per a la cadena privada alemanya ProSieben, en cooperació amb el setmanari Focus. I escriu ocasionalment per als diaris italians La Stampa i el Corriere della Sera.
Ha format part del Grup Bilderberg els anys 2013, 2014, 2015, 2016 i 2017.

### Activitat política
Crítica amb la gestió de la RAI durant l'època del govern de centredreta de Silvio Berlusconi, i havent denunciat la manca de llibertat d'informació a Itàlia i la ingerència política a la premsa, va decidir l'any 2004 deixar la informació pública per presentar-se a les eleccions europees a les llistes de la coalició L'Ulivo encapçalades per Romano Prodi. Elegida amb més d'un milió de vots, s'integrà al grup parlamentari del Partit dels Socialistes Europeus. Va ser presidenta de la Delegació de Relacions amb els Estats del Golf i membre de la Comissió de Llibertats Civils, Justícia i Afers Interiors i de la Delegació de Relacions amb l'Iran. Va dimitir del seu escó al Parlament Europeu el setembre de 2008, sis mesos abans que conclogués, per tornar al periodisme.

## Obres

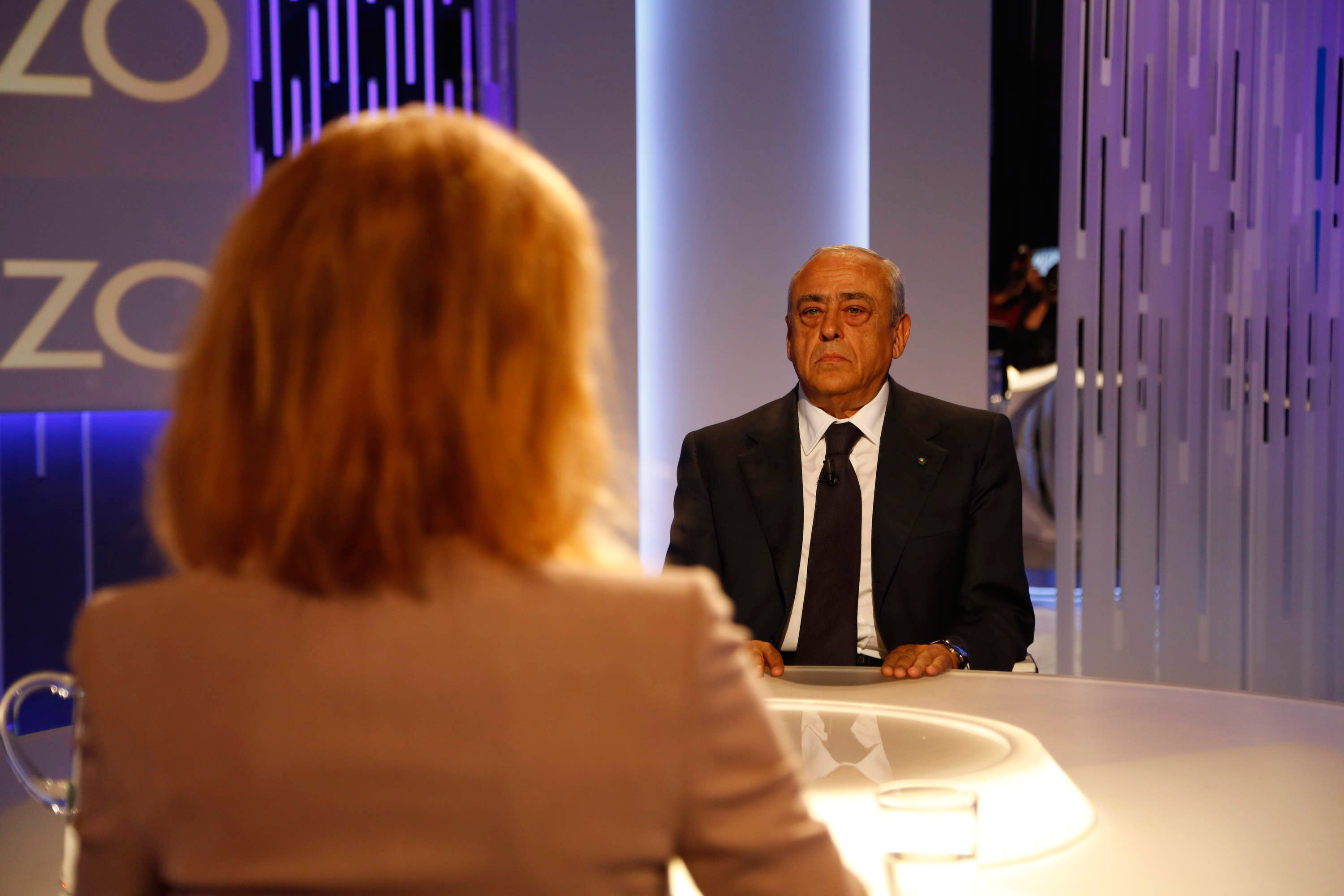
Lilli Gruber presentant el programa Otto e Mezzo als estudis de La7 TV, al 2013

- Lilli Gruber presentant el programa Otto e Mezzo als estudis de La7 TV, al 2013Quei giorni a Berlino, Torí, Nuova Eri - edizioni RAI, 1990
- I miei Giorni a Baghdad, Milà, Rizzoli, 2003
- L'altro Islam - Un viaggio nella terra degli sciiti, Milà, Rizzoli, 2004
- Chador - Nel cuore diviso dell'Iran, Milà, Rizzoli, 2005
- America anno zero - Viaggio in una nazione in guerra con se stessa, Milà, Rizzoli, 2006
- Figlie dell'Islam, Milà, Rizzoli, 2007
- Streghe, Milà, Rizzoli, 2008
- Ritorno a Berlino, Milà, Rizzoli, 2009
- Eredità. Una storia della mia famiglia tra l'impero e il fascismo, Milà, Rizzoli, 2012
- Tempesta, Milà, Rizzoli, 2014
- Prigionieri dell'Islam. Terrorismo, migrazioni, integrazione: il triangolo che cambia la nostra vita, Milà, Rizzoli, 2016
- Inganno. Tre ragazzi, il Sudtirolo in fiamme, i segreti della guerra fredda, Milà, Rizzoli, 2018
- Basta!, Il potere delle donne contro la politica del testosterone, Milà, Solferino, 2019
- La guerra dentro, Milà, Rizzoli, 2021.[2]

## Reconeixements
El 2004 va rebre el títol de Llicenciada en Literatura Honoris causa per la Universitat Americana de Roma.
Caterina Borelli va filmar el documental Lilli e il Cavaliere - 10 giorni per battere Berlusconi, seguint Lilli Gruber durant les dues últimes setmanes de la seva campanya electoral a les Eleccions Europees de 2004, en la candidata de l'Ulivo al Parlament Europeu.